# Ernst Friedrich Wilhelm Lindig

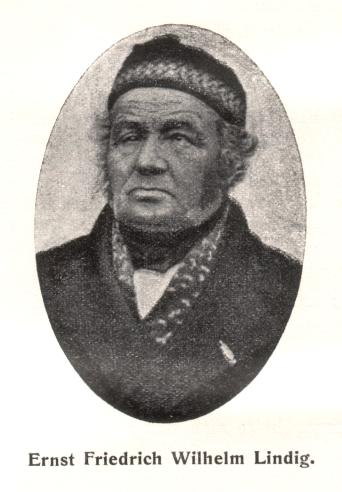
E. F. W. Lindig

Zechenprotokoll 1810 von E.F.W. Lindig

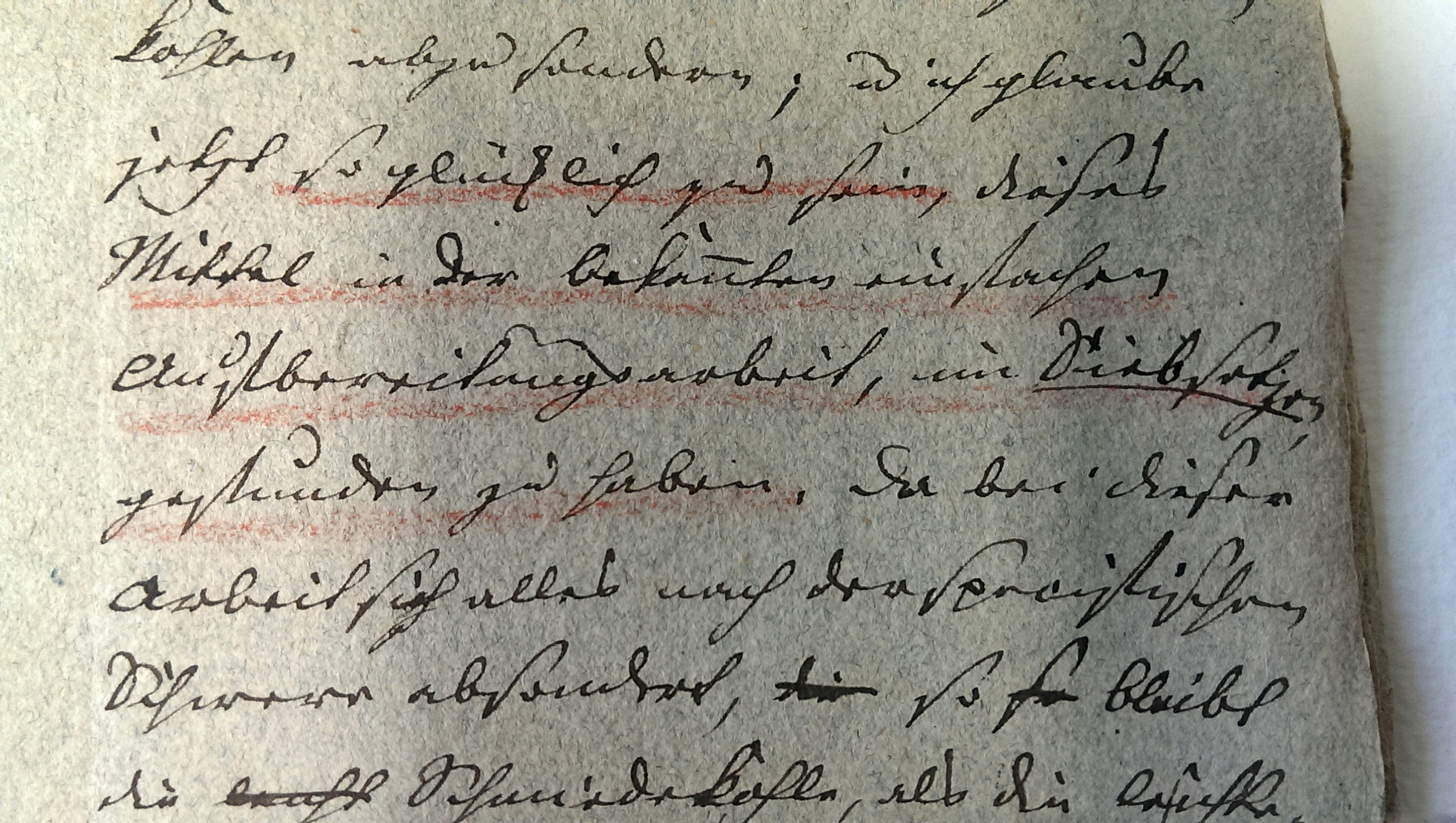
Brief Lindigs an von Oppel zur Erfindung der Kohlenwäsche

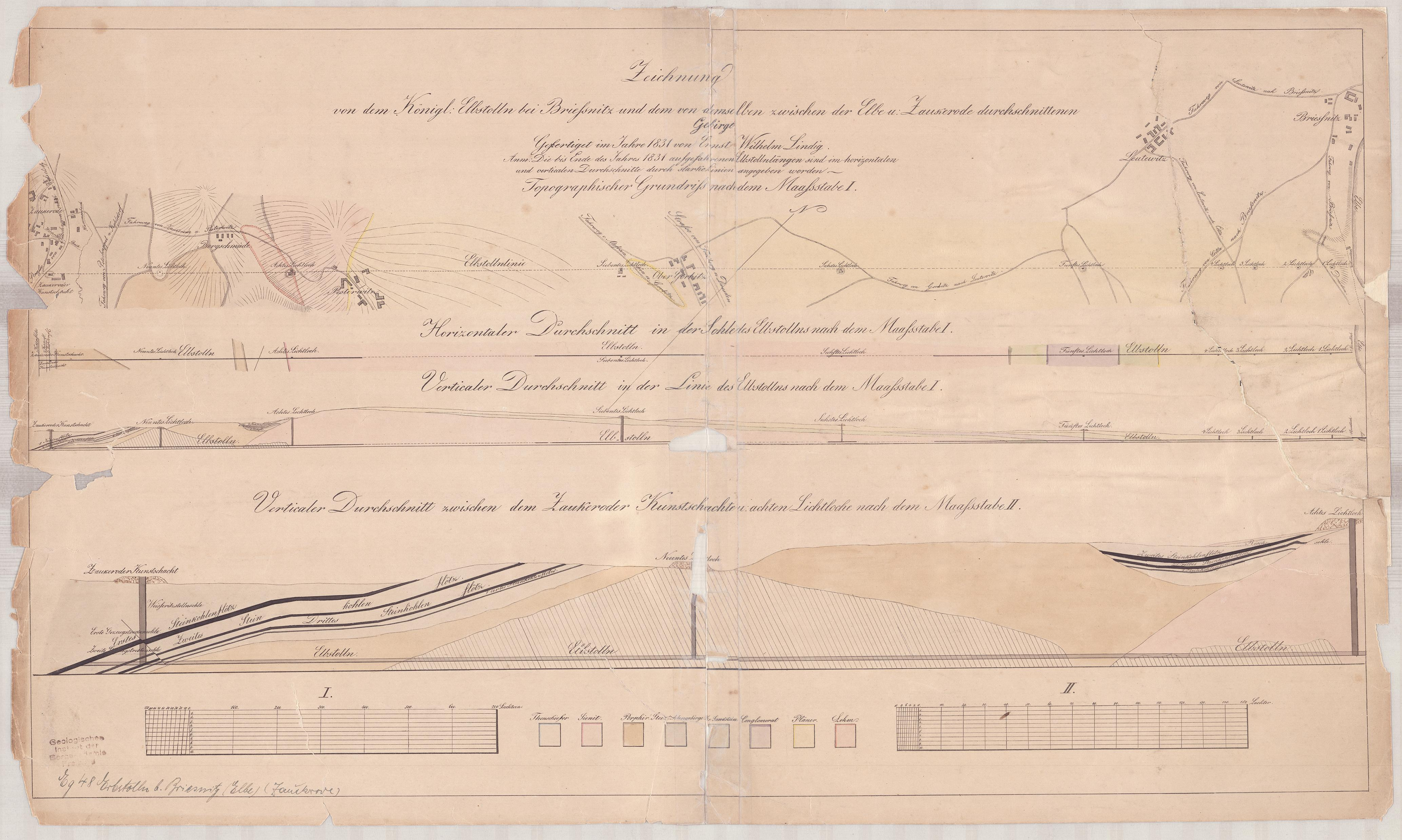
Tiefer Elbstolln, Grubenriss von Ernst Wilhelm Lindig (1831)

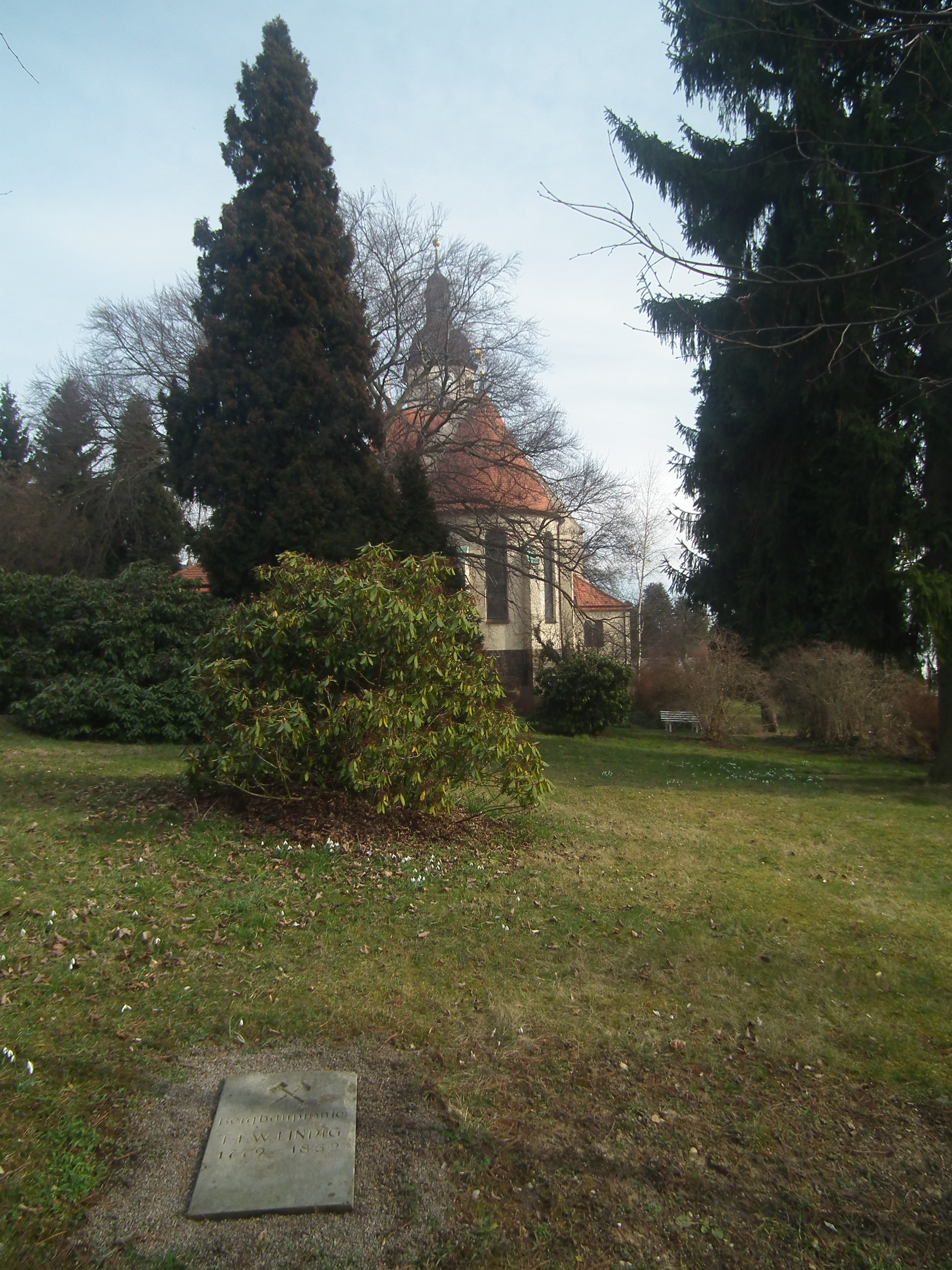
Gedenkstein für Ernst Friedrich Wilhelm Lindig auf dem Friedhof Pesterwitz

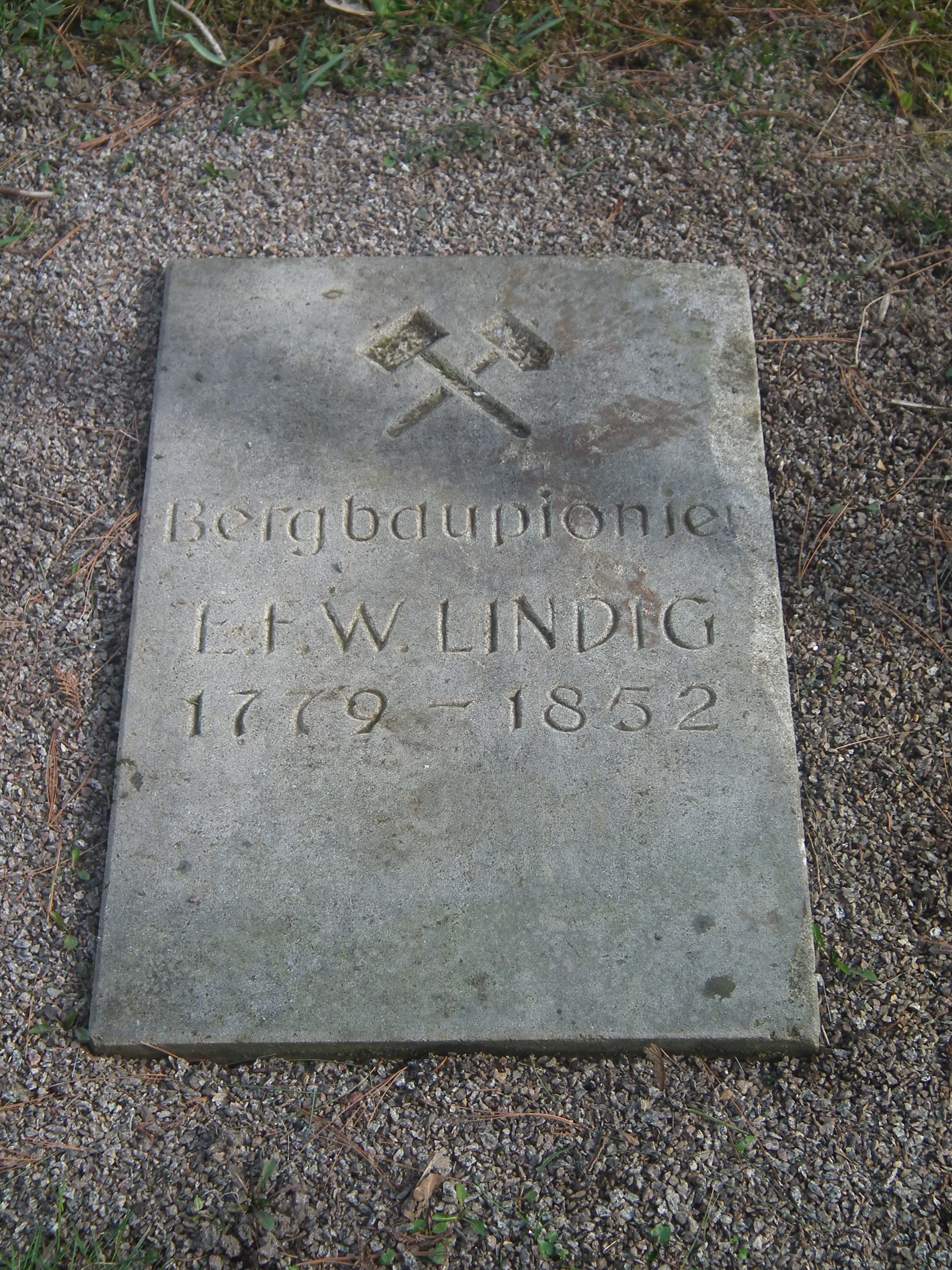
Gedenkstein für Ernst Friedrich Wilhelm Lindig auf dem Friedhof Pesterwitz

Ernst Friedrich Wilhelm Lindig (* 23. August 1779 in Groß Kamsdorf; † 4. März 1852 in Zauckerode) war ein deutscher Bergbaupionier und Erfinder der Kohlenwäsche.

## Leben
Lindig wurde als Sohn des Berggeschworenen Georg Wilhelm Lindig und Juliane Margarethe Lindig, im damals zu Sachsen gehörigem Groß Kamsdorf bei Saalfeld geboren. Er besuchte von 1797 bis 1801 zusammen mit Herder, Novalis und von Beust die Bergakademie in Freiberg. Er war unter Abraham Gottlob Werner an der geognostischen Landesuntersuchung beteiligt. Lindig erhielt am 10. Mai 1804 eine Anstellung als Kohlenwerksfaktor bei den Döhlener und Zauckeroder Steinkohlenwerken des Kammerjunkers von Schönberg. Zuvor war er bereits als Interimsschichtmeister bei dem Berggebäude Leopold Erbstolln in Niederhermsdorf tätig gewesen. 1806, nach Gründung der Königlich Sächsischen Steinkohlenwerke im Plauenschen Grunde, übernahm er deren Lokaladministration. Am 14. November 1806 heiratete er im Dom zu Freiberg die Tochter von Johann Friedrich Lempe, Johanna Caroline Wilhelmina Dorothee.
Lindig starb am 4. März 1852 in Zauckerode. Er hinterließ neun Kinder (sieben Söhne, zwei Töchter) und wurde auf dem Friedhof der St.-Jakobus Kirche Pesterwitz an der Stelle beigesetzt, an der der Tiefe Elbstolln den Friedhof unterquert. Die ursprüngliche Grabanlage ist auf dem dortigen Friedhof nicht mehr erhalten, aber die Stelle durch einen Gedenkstein kenntlich gemacht.

## Leistungen
Im Jahr 1804 gründete Lindig, bei den Döhlener und Zauckeroder Werken, die erste funktionierende Knappschaftskasse im sächsischen Steinkohlenbergbau. Nach Versuchen am Bachlauf der Wiederitz gelang Lindig 1810 die bahnbrechende Erfindung der nassen Kohlenaufbereitung (Kohlenwäsche), einem heute weltweit verbreiteten Verfahren. Ursächlich waren die großen Bestände an schlecht verkäuflichen Kalkkohlen.
Am 8. September 1810 konnte Lindig an den Bergrat von Oppel berichten „… habe ich schon längst auf ein Mittel gedacht, diese Kohlen nicht nur von Bergen und den durch die Grubenwässer sich angehängten erdigen Theilen zu reinigen und dadurch gleichsam zu erneuern, sondern auch die unter den Kalkkohlen unvermeidlich mit gefördert werdenden klaren Schmiedekohlen abzusondern, und ich glaube jetzt so glücklich zu sein, dieses Mittel in der bekannten einfachen Aufbereitungsarbeit, im Siebsetzen gefunden zu haben, da bei dieser Arbeit sich alles nach der spezifischen Schwere absondert, so bleibt die Schmiedekohle, als die leichteste oben, und die eigentliche Kalkkohle sondert sich in der Mitte ab, die Berge hingegen setzen sich theils zu Boden, theils gehen sie als Schlämme durch das Sieb.“
Daraufhin wurde in Zauckerode die erste Kohlenwäsche der Welt errichtet.
Des Weiteren gründete er für Bergleute, die überwiegend aus Johanngeorgenstadt rekrutiert wurden, eine Bergarbeitersiedlung, das heutige Unterweißig. Unter Lindigs Leitung wurde zwischen 1817 und 1836 der mehr als 6 Kilometer lange tiefe Elbstolln zwischen Zauckerode und der Elbe in Cotta aufgefahren. Durch seine weitsichtigen, innovativen Entscheidungen, entwickelte sich das Königliche Steinkohlenwerk Zauckerode, von bescheidenen Anfängen, zu einem der modernsten und sozial fortschrittlichsten Steinkohlenbergwerke Deutschlands. Die erste Dampfmaschine im sächsischen Bergbau am 4. Mai 1820 im Zauckeroder Kunstschacht, der Oppelschacht, Mehnerschacht sowie die Planungen für die Königin-Carola-Schächte gehen ebenso auf sein Wirken zurück.

## Ehrungen
Für seine Verdienste erhielt er 1836 die Civil-Verdienst-Medaille in Gold von König Friedrich August II. verliehen. In Freital-Döhlen erinnert heute die Wilhelm-Lindig-Straße an den Bergbaupionier.